# Canton de Montredon-Labessonnié
Le canton de Montredon-Labessonnié est un ancien canton français situé dans le département du Tarn et la région Midi-Pyrénées.

## Géographie
Ce canton était organisé autour de Montredon-Labessonnié dans l'arrondissement de Castres. Son altitude variait de 196 m (Montredon-Labessonnié) à 711 m (Rayssac) pour une altitude moyenne de 558 m.

## Histoire
En 1790, le canton était constitué par deux municipalités : Montredon et Contrast. La commune de Contrast a été réunie à celle de Montredon en 1793.
Les communes d'Arifat, Mont-Roc (Montcouyoul), Rayssac faisaient partie de l'ancien canton de Saint-Pierre-de-Trivisy jusqu'en l'an X.

## Communes
Le canton de Montredon-Labessonnié comprenait 4 communes et comptait 2 659 habitants (population municipale) au 1er janvier 2010.
| Nom                               | Code Insee | Intercommunalité                          | Superficie (km2) | Population (dernière pop. légale) | Densité (hab./km2) |
| --------------------------------- | ---------- | ----------------------------------------- | ---------------- | --------------------------------- | ------------------ |
| Montredon-Labessonnié (chef-lieu) | 81182      | CC Centre Tarn                            | 110,88           | 2 052 (2014)                      | 19                 |
| Arifat                            | 81017      | CC Centre Tarn                            | 20,28            | 151 (2014)                        | 7,4                |
| Mont-Roc                          | 81183      | CC des Monts d'Alban et du Villefranchois | 14,18            | 193 (2014)                        | 14                 |
| Rayssac                           | 81221      | CC des Monts d'Alban et du Villefranchois | 29,95            | 251 (2014)                        | 8,4                |

## Représentation

### Conseillers généraux de 1833 à 2015
| Période | Période          | Identité                              | Étiquette    | Qualité                                                                                               |
| ------- | ---------------- | ------------------------------------- | ------------ | --- |
| 1833    | 1839             | Pierre Sèbe                           |              | Docteur en chirurgie, propriétaire à Laplayé                                                          |
| 1839    | 1848             | Louis Decomte                         |              | Capitaine de la Garde nationale, maire de Réalmont, conseiller d'arrondissement du canton de Réalmont |
| 1848    | 1870             | Sylvain Espinasse                     | Droite       | Médecin - Maire de Montredon Sénateur (1876-1882)                                                     |
| 1870    | 1871             | Bernard Lavergne                      | Républicain  | Médecin, propriétaire à Labessonnié Député (1849-1851, 1876-1889), ancien conseiller d'arrondissement |
| 1871    | 1892             | Sylvain Espinasse                     | Droite       | Médecin - Maire de Montredon Sénateur (1876-1882)                                                     |
| 1892    | 1901 (démission) | Bernard Lavergne                      | Républicain  | Médecin à Montredon Député (1849-1851 et 1876-1889) Sénateur (1889-1900)                              |
| 1901    | 1904             | Baron Paul de Bernis                  | Conservateur | Propriétaire à Montredon-Labessonnié (château de Castelfranc)                                         |
| 1904    | 1910             | Édouard Aussenac                      | Républicain  | Docteur-médecin à Montredon-Labessonnié                                                               |
| 1910    | 1919             | Fernand Lavergne (fils de B.Lavergne) | Rad          | Médecin Maire de Montredon-Labessonnié (1925-?)                                                       |
| 1919    | 1928             | Édouard Aussenac                      | Républicain  | Docteur-médecin à Montredon-Labessonnié                                                               |
| 1928    | 1940             | Fernand Lavergne                      | Rad          | Médecin Maire de Montredon-Labessonnié (1925-?) Sénateur (1931-1945)                                  |
|         |                  |                                       |              | |
| 1945    | 1985             | Simon Régy                            | MRP puis DVD | Médecin, maire de Montredon-Labessonnié (1947-1989)                                                   |
| 1985    | 2004             | Yvan Aussenac                         | RPR          | Professeur de lycée Maire-adjoint de Montredon-Labessonnié                                            |
| 2004    | 2015             | Jacques Bourges                       | DVD          | Ingénieur en retraite Maire-adjoint de Montredon-Labessonnié                                          |

### Conseillers d'arrondissement (de 1833 à 1940)
| Période                                  | Période      | Identité                                     | Étiquette           | Qualité |
| ---------------------------------------- | ------------ | -------------------------------------------- | ------------------- | --- |
| 1833                                     | 1836         | Jean Joseph Casimir Baysse                   |                     | Adjoint au maire de Montredon                                                                               |
| 1836                                     | 1845 (décès) | Jean Alexandre Marcellin Batigne (1772-1845) |                     | Propriétaire à Montredon                                                                                    |
| 1845                                     | 1848         | Bernard Lavergne                             | Démocrate           | Médecin à Montredon                                                                                         |
| 1848                                     |              | Jean-Marie-Henri de Robert-Lagarrigue        |                     | Propriétaire                                                                                                |
|                                          |              |                                              |                     | |
| 1895                                     | 1901         | M. Castelnau                                 | Droite              | |
| 1901                                     |              | Casimir Verdeil                              | Républicain radical | Adjoint au maire de Montredon-Labessonnié                                                                   |
|                                          |              |                                              |                     | |
|                                          | 1925         | Henry Boyer                                  | Droite              | Avocat au barreau de Castres, conseiller municipal de Montredon-Labessonnié                                 |
| 1925                                     | 1940         | Jules Sabarthez                              | Radical             | Adjoint au maire de Montredon-Labessonnié                                                                   |
| 1940                                     |              |                                              |                     | Les conseils d'arrondissement ont été suspendus par la loi du 12 octobre 1940 et n'ont jamais été réactivés |
| Les données manquantes sont à compléter. |              |                                              |                     | |

## Démographie
| 1962  | 1968  | 1975  | 1982  | 1990  | 1999  | 2006  | 2010  | - |
| ----- | ----- | ----- | ----- | ----- | ----- | ----- | ----- | - |
| 2 938 | 3 125 | 2 832 | 2 922 | 2 811 | 2 656 | 2 667 | 2 659 | - |